# Natasha Trethewey
Natasha Trethewey (Gulfport, 26 de abril de 1966) é uma poetisa norte-americana, considerada uma poeta laureada dos Estados Unidos em 2013 e em 2013. Em 2007, venceu o Prêmio Pulitzer de Poesia pela coleção Native Guard (2006).